# Тен, Сергей Юрьевич
Сергей Юрьевич Тен (род. 25 августа 1976 года, Иркутск, СССР) — российский политик, депутат Государственной Думы VI, VII, VIII созывов. Член фракции «Единая Россия». Первый заместитель председателя Комитета по собственности, земельным и имущественным отношениям. Из-за вторжения России на Украину, находится под международными санкциями Евросоюза, США, Великобритании и ряда других стран

## Биография
Окончил Московскую юридическую академию (МГЮА).
В 2006 году успешно защитился по программе МВА в Академии народного хозяйства при Правительстве РФ (АНХ), специализация — «Управление персоналом».
С 2000 по 2011 год — руководитель крупной дорожно-строительной компании России.
2010—2011 год, депутат Законодательного Собрания Иркутской области, Комитет по собственности и экономической политике.
2011—2016 год, депутат Государственной Думы Федерального Собрания Российской Федерации VI созыва, заместитель председателя Комитета по транспорту.
2016—2021 год, депутат Государственной Думы Федерального Собрания Российской Федерации VII созыва по Шелеховскому одномандатному избирательному округу № 95, Комитет по транспорту и строительству. С июня 2017 года — председатель Межфракционной рабочей группы «Байкал» ГД РФ.
В сентябре 2021 года избран депутатом Государственной Думы Федерального Собрания Российской Федерации VIII созыва по Шелеховскому одномандатному избирательному округу № 95, Первый заместитель председателя Комитета по собственности, земельным и имущественным отношениям.
В 2003 году вступил в ВПП «Единая Россия».
С 2006—2009 год — начальник штаба Иркутского регионального отделения ВОО "Молодая гвардия «Единой России».
В 2012 году — секретарь Регионального политического совета Иркутского регионального отделения ВПП «Единая Россия». 2011—2016 год — член Генерального совета партии. 2012—2015 год — руководитель Межрегионального Координационного Совета по Сибирскому федеральному округу.
Сергей Тен входит в Правление Иркутского землячества «Байкал».
Активно занимается благотворительностью, решением Общественной палата Иркутской области награждён медалью «За милосердие и благотворительность».
Имеет благодарности Президента Российской Федерации, Правительства Российской Федерации; почетные грамоты Государственной Думы Федерального Собрания Российской Федерации, Министерства транспорта Российской Федерации. Награждён нагрудным знаком «Почетный дорожник России» I степени, медалью Совета Безопасности Российской Федерации «За заслуги в укреплении международной безопасности».
Сергей Тен женат, воспитывает двух сыновей и дочь.
С 2011 по 2019 год, в течение исполнения полномочий депутата Государственной Думы VI и VII созывов, выступил соавтором 51 законодательной инициативы и поправки к проектам федеральных законов.